# Subscrancia albobrunnea
Subscrancia albobrunnea är en fjärilsart som beskrevs av Sergius G. Kiriakoff 1970. Subscrancia albobrunnea ingår i släktet Subscrancia och familjen tandspinnare. Inga underarter finns listade i Catalogue of Life.